# Ricardo San Juan Llosá
Ricardo San Juan Llosá (Valencia, 8 de septiembre de 1908-Madrid, 1 de agosto de 1969) fue un matemático español.

## Biografía
Vivió su niñez en Toledo, donde su padre era secretario del ayuntamiento. Licenciado en matemáticas por la Universidad Complutense de Madrid (1928), fue discípulo de Julio Rey Pastor .  Profesor auxiliar de análisis matemático en la Universidad Complutense de Madrid, cargo que mantuvo durante la guerra civil española, en la que fue capitán del cuerpo de ingenieros aeronáuticos. Tras el proceso de depuración, continuó con su cátedra. En 1949 y 1955 recibió el Premio Francisco Franco del CSIC y fue jefe de la Sección de Análisis del Instituto de Matemáticas Jorge Juan del CSIC. En 1955 fue elegido académico de la Real Academia de Ciencias Exactas, Físicas y Naturales, ingresando al año siguiente con el discurso La abstracción matemática. También fue académico correspondiente de la Academia Nacional de Ciencias de Argentina. Sus restos reposan en el cementerio de Toledo. 

## Obras
- Algunos teoremas sobre derivación de series asintóticas potenciales